# Barbacenia chlorantha
Barbacenia chlorantha är en enhjärtbladig växtart som beskrevs av Lyman Bradford Smith och Edward Solomon Ayensu. Barbacenia chlorantha ingår i släktet Barbacenia och familjen Velloziaceae. Inga underarter finns listade.